# Natação no Campeonato Mundial de Esportes Aquáticos de 2024

Os eventos da Natação no Campeonato Mundial de Esportes Aquáticos de 2024 ocorreram entre 11 a 18 de fevereiro de 2024, em Doha, no Catar. Ao todo 42 eventos foram disputados, 20 masculino, 20 feminino e dois misto.

## Eventos
Ao todo, 42 eventos com atribuição de medalhas foram disputados.
Todos os horários estão na hora local (UTC+3).
| H | Eliminatórias | ½ | Semifinais | F | Final |

| Data →               | Dom 11 | Dom 11 | Seg 12 | Seg 12 | Ter 13 | Ter 13 | Qua 14 | Qua 14 | Qui 15 | Qui 15 | Sex 16 | Sex 16 | Sáb 17 | Sáb 17 | Dom 18 | Dom 18 |
| Evento ↓             | M      | N      | M      | N      | M      | N      | M      | N      | M      | N      | M      | N      | M      | N      | M      | N      |
| -------------------- | ------ | ------ | ------ | ------ | ------ | ------ | ------ | ------ | ------ | ------ | ------ | ------ | ------ | ------ | ------ | ------ |
| 50 m nado livre      |        |        |        |        |        |        |        |        |        |        | H      | ½      |        | F      |        |        |
| 100 m nado livre     |        |        |        |        |        |        | H      | ½      |        | F      |        |        |        |        |        |        |
| 200 m nado livre     |        |        | H      | ½      |        | F      |        |        |        |        |        |        |        |        |        |        |
| 400 m nado livre     | H      | F      |        |        |        |        |        |        |        |        |        |        |        |        |        |        |
| 800 m nado livre     |        |        |        |        | H      |        |        | F      |        |        |        |        |        |        |        |        |
| 1500 m nado livre    |        |        |        |        |        |        |        |        |        |        |        |        | H      |        |        | F      |
| 50 m nado costas     |        |        |        |        |        |        |        |        |        |        |        |        | H      | ½      |        | F      |
| 100 m nado costas    |        |        | H      | ½      |        | F      |        |        |        |        |        |        |        |        |        |        |
| 200 m nado costas    |        |        |        |        |        |        |        |        | H      | ½      |        | F      |        |        |        |        |
| 50 m nado peito      |        |        |        |        | H      | ½      |        | F      |        |        |        |        |        |        |        |        |
| 100 m nado peito     | H      | ½      |        | F      |        |        |        |        |        |        |        |        |        |        |        |        |
| 200 m nado peito     |        |        |        |        |        |        |        |        | H      | ½      |        | F      |        |        |        |        |
| 50 m nado borboleta  | H      | ½      |        | F      |        |        |        |        |        |        |        |        |        |        |        |        |
| 100 m nado borboleta |        |        |        |        |        |        |        |        |        |        | H      | ½      |        | F      |        |        |
| 200 m nado borboleta |        |        |        |        | H      | ½      |        | F      |        |        |        |        |        |        |        |        |
| 200 m nado medley    |        |        |        |        |        |        | H      | ½      |        | F      |        |        |        |        |        |        |
| 400 m nado medley    |        |        |        |        |        |        |        |        |        |        |        |        |        |        | H      | F      |
| 4×100 m nado livre   | H      | F      |        |        |        |        |        |        |        |        |        |        |        |        |        |        |
| 4×200 m nado livre   |        |        |        |        |        |        |        |        |        |        | H      | F      |        |        |        |        |
| 4×100 m nado medley  |        |        |        |        |        |        |        |        |        |        |        |        |        |        | H      | F      |

| Data →               | Dom 11 | Dom 11 | Seg 12 | Seg 12 | Ter 13 | Ter 13 | Qua 14 | Qua 14 | Qui 15 | Qui 15 | Sex 16 | Sex 16 | Sáb 17 | Sáb 17 | Dom 18 | Dom 18 |
| Evento ↓             | M      | N      | M      | N      | M      | N      | M      | N      | M      | N      | M      | N      | M      | N      | M      | N      |
| -------------------- | ------ | ------ | ------ | ------ | ------ | ------ | ------ | ------ | ------ | ------ | ------ | ------ | ------ | ------ | ------ | ------ |
| 50 m nado livre      |        |        |        |        |        |        |        |        |        |        |        |        | H      | ½      |        | F      |
| 100 m nado livre     |        |        |        |        |        |        |        |        | H      | ½      |        | F      |        |        |        |        |
| 200 m nado livre     |        |        |        |        | H      | ½      |        | F      |        |        |        |        |        |        |        |        |
| 400 m nado livre     | H      | F      |        |        |        |        |        |        |        |        |        |        |        |        |        |        |
| 800 m nado livre     |        |        |        |        |        |        |        |        |        |        | H      |        |        | F      |        |        |
| 1500 m nado livre    |        |        | H      |        |        | F      |        |        |        |        |        |        |        |        |        |        |
| 50 m nado costas     |        |        |        |        |        |        | H      | ½      |        | F      |        |        |        |        |        |        |
| 100 m nado costas    |        |        | H      | ½      |        | F      |        |        |        |        |        |        |        |        |        |        |
| 200 m nado costas    |        |        |        |        |        |        |        |        |        |        | H      | ½      |        | F      |        |        |
| 50 m nado peito      |        |        |        |        |        |        |        |        |        |        |        |        | H      | ½      |        | F      |
| 100 m nado peito     |        |        | H      | ½      |        | F      |        |        |        |        |        |        |        |        |        |        |
| 200 m nado peito     |        |        |        |        |        |        |        |        | H      | ½      |        | F      |        |        |        |        |
| 50 m nado borboleta  |        |        |        |        |        |        |        |        |        |        | H      | ½      |        | F      |        |        |
| 100 m nado borboleta | H      | ½      |        | F      |        |        |        |        |        |        |        |        |        |        |        |        |
| 200 m nado borboleta |        |        |        |        |        |        | H      | ½      |        | F      |        |        |        |        |        |        |
| 200 m nado medley    | H      | ½      |        | F      |        |        |        |        |        |        |        |        |        |        |        |        |
| 400 m nado medley    |        |        |        |        |        |        |        |        |        |        |        |        |        |        | H      | F      |
| 4×100 m nado livre   | H      | F      |        |        |        |        |        |        |        |        |        |        |        |        |        |        |
| 4×200 m nado livre   |        |        |        |        |        |        |        |        | H      | F      |        |        |        |        |        |        |
| 4×100 m nado medley  |        |        |        |        |        |        |        |        |        |        |        |        |        |        | H      | F      |

| Data →              | Dom 11 | Dom 11 | Seg 12 | Seg 12 | Ter 13 | Ter 13 | Qua 14 | Qua 14 | Qui 15 | Qui 15 | Sex 16 | Sex 16 | Sáb 17 | Sáb 17 | Dom 18 | Dom 18 |
| Evento ↓            | M      | N      | M      | N      | M      | N      | M      | N      | M      | N      | M      | N      | M      | N      | M      | N      |
| ------------------- | ------ | ------ | ------ | ------ | ------ | ------ | ------ | ------ | ------ | ------ | ------ | ------ | ------ | ------ | ------ | ------ |
| 4×100 m nado livre  |        |        |        |        |        |        |        |        |        |        |        |        | H      | F      |        |        |
| 4×100 m nado medley |        |        |        |        |        |        | H      | F      |        |        |        |        |        |        |        |        |

## Medalhistas

### Masculino
| Evento                   | Ouro | Ouro     | Prata | Prata    | Bronze | Bronze   |
| ------------------------ | --- | -------- | --- | -------- | --- | -------- |
| 50 m livre detalhes      | Vladyslav Bukhov · Ucrânia | 21.44    | Cameron McEvoy · Austrália | 21.45    | Ben Proud · Grã-Bretanha | 21.53    |
| 100 m livre detalhes     | Pan Zhanle · China | 47.53    | Alessandro Miressi · Itália | 47.72    | Nándor Németh · Hungria | 47.78    |
| 200 m livre detalhes     | Hwang Sun-woo Coreia do Sul | 1:44.75  | Danas Rapšys · Lituânia | 1:45.05  | Luke Hobson · Estados Unidos | 1:45.26  |
| 400 m livre detalhes     | Kim Woo-min Coreia do Sul | 3:42.71  | Elijah Winnington · Austrália | 3:42.86  | Lukas Märtens · Alemanha | 3:42.96  |
| 800 m livre detalhes     | Daniel Wiffen · Irlanda | 7:40.94  | Elijah Winnington · Austrália | 7:42.95  | Gregorio Paltrinieri · Itália | 7:42.98  |
| 1500 m livre detalhes    | Daniel Wiffen · Irlanda | 14:34.07 | Florian Wellbrock · Alemanha | 14:44.61 | David Aubry · França | 14:44.85 |
| 50 m costas detalhes     | Isaac Cooper · Austrália | 24.13    | Hunter Armstrong · Estados Unidos | 24.33    | Ksawery Masiuk · Polónia | 24.44    |
| 100 m costas detalhes    | Hunter Armstrong · Estados Unidos | 52.68    | Hugo González · Espanha | 52.70    | Apostolos Christou · Grécia | 53.36    |
| 200 m costas detalhes    | Hugo González · Espanha | 1:55.30  | Roman Mityukov · Suíça | 1:55.40  | Pieter Coetze · África do Sul | 1:55.99  |
| 50 m peito detalhes      | Sam Williamson · Austrália | 26.32    | Nicolò Martinenghi · Itália | 26.39    | Nic Fink · Estados Unidos | 26.49    |
| 100 m peito detalhes     | Nic Fink · Estados Unidos | 58.57    | Nicolò Martinenghi · Itália | 58.84    | Adam Peaty · Grã-Bretanha | 59.10    |
| 200 m peito detalhes     | Dong Zhihao · China | 2:07.94  | Caspar Corbeau · Países Baixos | 2:08.24  | Nic Fink · Estados Unidos | 2:08.85  |
| 50 m borboleta detalhes  | Diogo Ribeiro · Portugal | 22.97    | Michael Andrew · Estados Unidos | 23.07    | Cameron McEvoy · Austrália | 23.08    |
| 100 m borboleta detalhes | Diogo Ribeiro · Portugal | 51.17    | Simon Bucher · Áustria | 51.28    | Jakub Majerski · Polónia | 51.32    |
| 200 m borboleta detalhes | Tomoru Honda · Japão | 1:53.88  | Alberto Razzetti · Itália | 1:54.65  | Martin Espernberger · Áustria | 1:55.16  |
| 200 m medley detalhes    | Finlay Knox · Canadá | 1:56.64  | Carson Foster · Estados Unidos | 1:56.97  | Alberto Razzetti · Itália | 1:57.42  |
| 400 m medley detalhes    | Lewis Clareburt · Nova Zelândia | 4:09.72  | Max Litchfield · Grã-Bretanha | 4:10.40  | Daiya Seto · Japão | 4:12.51  |
| 4x100 m livre detalhes   | China · Pan Zhanle (46.80) · Ji Xinjie (48.18) · Zhang Zhanshuo (48.63) · Wang Haoyu (47.47)                                                                                 | 3:11.08  | Itália · Alessandro Miressi (47.90) · Lorenzo Zazzeri (47.99) · Paolo Conte Bonin (47.83) · Manuel Frigo (48.36) · Leonardo Deplano[a]   | 3:12.08  | Estados Unidos · Matt King (48.02) · Shaine Casas (48.47) · Luke Hobson (47.68) · Carson Foster (48.12) · Hunter Armstrong[a] · Jack Aikins[a]                       | 3:12.29  |
| 4x200 m livre detalhes   | China · Ji Xinjie (1:46.45) · Wang Haoyu (1:45.69) · Pan Zhanle (1:43.90) · Zhang Zhanshuo (1:45.80)                                                                         | 7:01.84  | Coreia do Sul Yang Jae-hoon (1:47.78) Kim Woo-min (1:44.93) Lee Ho-joon (1:45.47) Hwang Sun-woo (1:43.76) Lee Yoo-yeon[a]                | 7:01.94  | Estados Unidos · Luke Hobson (1:45.26) · Carson Foster (1:43.94) · Hunter Armstrong (1:45.73) · David Johnston (1:47.15) · Shaine Casas[a]                           | 7:02.08  |
| 4x100 m medley detalhes  | Estados Unidos · Hunter Armstrong (53.15) · Nic Fink (58.20) · Zach Harting (51.13) · Matt King (47.32) · Jack Aikins[a] · Jake Foster[a] · Shaine Casas[a] · Luke Hobson[a] | 3:29.30  | Países Baixos · Kai van Westering (53.84) · Arno Kamminga (58.23) · Nyls Korstanje (51.12) · Stan Pijnenburg (48.04) · Caspar Corbeau[a] | 3:31.23  | Itália · Michele Lamberti (54.28) · Nicolò Martinenghi (57.97) · Gianmarco Sansone (52.14) · Alessandro Miressi (47.20) · Ludovico Viberti[a] · Federico Burdisso[a] | 3:31.59  |

a  Nadadores que participaram das eliminatórias e só receberam medalhas.

### Feminino
| Evento                   | Ouro | Ouro     | Prata | Prata    | Bronze | Bronze   |
| ------------------------ | --- | -------- | --- | -------- | --- | -------- |
| 50 m livre detalhes      | Sarah Sjöström · Suécia | 23.69    | Kate Douglass · Estados Unidos | 23.91    | Katarzyna Wasick · Polónia | 23.95    |
| 100 m livre detalhes     | Marrit Steenbergen · Países Baixos | 52.26    | Siobhán Haughey · Hong Kong | 52.56    | Shayna Jack · Austrália | 52.83    |
| 200 m livre detalhes     | Siobhán Haughey · Hong Kong | 1:54.89  | Erika Fairweather · Nova Zelândia                                                                                                   | 1:55.77  | Brianna Throssell · Austrália | 1:56.00  |
| 400 m livre detalhes     | Erika Fairweather · Nova Zelândia | 3:59.44  | Li Bingjie · China | 4:01.62  | Isabel Marie Gose · Alemanha | 4:02.39  |
| 800 m livre detalhes     | Simona Quadarella · Itália | 8:17.44  | Isabel Marie Gose · Alemanha | 8:17.53  | Erika Fairweather · Nova Zelândia | 8:22.26  |
| 1500 m livre detalhes    | Simona Quadarella · Itália | 15:46.99 | Li Bingjie · China | 15:56.62 | Isabel Marie Gose · Alemanha | 15:57.55 |
| 50 m costas detalhes     | Claire Curzan · Estados Unidos | 27.43    | Iona Anderson · Austrália | 27.45    | Ingrid Wilm · Canadá | 27.61    |
| 100 m costas detalhes    | Claire Curzan · Estados Unidos | 58.29    | Iona Anderson · Austrália | 59.12    | Ingrid Wilm · Canadá | 59.18    |
| 200 m costas detalhes    | Claire Curzan · Estados Unidos | 2:05.77  | Jaclyn Barclay · Austrália | 2:07.03  | Anastasiya Shkurdai · Atletas Independentes Neutros                                                                                          | 2:09.08  |
| 50 m peito detalhes      | Rūta Meilutytė · Lituânia | 29.40    | Tang Qianting · China | 29.51    | Benedetta Pilato · Itália | 30.01    |
| 100 m peito detalhes     | Tang Qianting · China | 1:05.27  | Tes Schouten · Países Baixos | 1:05.82  | Siobhán Haughey · Hong Kong | 1:05.92  |
| 200 m peito detalhes     | Tes Schouten · Países Baixos | 2:19.81  | Kate Douglass · Estados Unidos | 2:20.91  | Sydney Pickrem · Canadá | 2:22.94  |
| 50 m borboleta detalhes  | Sarah Sjöström · Suécia | 24.63    | Mélanie Henique · França | 25.44    | Farida Osman · Egito | 25.67    |
| 100 m borboleta detalhes | Angelina Köhler · Alemanha | 56.28    | Claire Curzan · Estados Unidos | 56.61    | Louise Hansson · Suécia | 56.94    |
| 200 m borboleta detalhes | Laura Stephens · Grã-Bretanha | 2:07.35  | Helena Rosendahl Bach · Dinamarca                                                                                                   | 2:07.44  | Lana Pudar · Bósnia e Herzegovina | 2:07.92  |
| 200 m medley detalhes    | Kate Douglass · Estados Unidos | 2:07.05  | Sydney Pickrem · Canadá | 2:08.56  | Yu Yiting · China | 2:09.01  |
| 400 m medley detalhes    | Freya Colbert · Grã-Bretanha | 4:37.14  | Anastasia Gorbenko · Israel | 4:37.36  | Sara Franceschi · Itália | 4:37.86  |
| 4x100 m livre detalhes   | Países Baixos · Kim Busch (55.21) · Janna van Kooten (55.24) · Kira Toussaint (53.81) · Marrit Steenbergen (52.35) · Milou van Wijk[b]                   | 3:36.61  | Austrália · Brianna Throssell (54.29) · Alexandria Perkins (55.02) · Abbey Harkin (54.98) · Shayna Jack (52.64) · Jaclyn Barclay[b] | 3:36.93  | Canadá · Rebecca Smith (54.93) · Sarah Fournier (55.28) · Katerine Savard (54.48) · Taylor Ruck (53.26) · Ella Jansen[b]                     | 3:37.95  |
| 4x200 m livre detalhes   | China · Ai Yanhan (1:57.65) · Gong Zhenqi (1:58.84) · Li Bingjie (1:54.59) · Yang Peiqi (1:56.18) · Ma Yonghui[b]                                        | 7:47.26  | Grã-Bretanha · Freya Colbert (1:57.14) · Abbie Wood (1:56.65) · Lucy Hope (1:58.71) · Medi Harris (1:58.40)                         | 7:50.90  | Austrália · Brianna Throssell (1:56.87) · Shayna Jack (1:57.61) · Abbey Harkin (1:58.92) · Kiah Melverton (1:58.01) · Jaclyn Barclay[b]      | 7:51.41  |
| 4x100 m medley detalhes  | Austrália · Iona Anderson (59.20) · Abbey Harkin (1:07.21) · Brianna Throssell (56.86) · Shayna Jack (52.71) · Jaclyn Barclay[b] · Alexandria Perkins[b] | 3:55.98  | Suécia · Louise Hansson (59.93) · Sophie Hansson (1:06.18) · Sarah Sjöström (56.11) · Michelle Coleman (54.13) · Hanna Rosvall[b]   | 3:56.35  | Canadá · Ingrid Wilm (58.95) · Sophie Angus (1:06.24) · Rebecca Smith (58.28) · Taylor Ruck (52.96) · Sydney Pickrem[b] · Katerine Savard[b] | 3:56.43  |

b  Nadadoras que participaram das eliminatórias e só receberam medalhas.

### Misto
| Evento                  | Ouro | Ouro    | Prata | Prata   | Bronze | Bronze  |
| ----------------------- | --- | ------- | --- | ------- | --- | ------- |
| 4x100 m livre detalhes  | China · Pan Zhanle (47.29) · Wang Haoyu (47.41) · Li Bingjie (53.11) · Yu Yiting (53.37) · Ji Xinjie[c] · Ai Yanhan[c]                                                                   | 3:21.18 | Austrália · Kai Taylor (48.01) · Jack Cartwright (47.90) · Shayna Jack (52.38) · Brianna Throssell (53.49) · Alexandria Perkins[c] · Abbey Harkin[c]      | 3:21.78 | Estados Unidos · Hunter Armstrong (47.83) · Matt King (47.78) · Claire Curzan (53.82) · Kate Douglass (52.85) · Luke Hobson[c] · Jack Aikins[c] · Addison Sauickie[c] · Kayla Han[c] | 3:22.28 |
| 4x100 m medley detalhes | Estados Unidos · Hunter Armstrong (53.07) · Nic Fink (58.27) · Claire Curzan (56.54) · Kate Douglass (52.34) · Jack Aikins[c] · Jake Foster[c] · Rachel Klinker[c] · Addison Sauickie[c] | 3:40.22 | Austrália · Bradley Woodward (53.92) · Sam Williamson (59.54) · Brianna Throssell (57.22) · Shayna Jack (52.44) · Alexandria Perkins[c] · Abbey Harkin[c] | 3:43.12 | Grã-Bretanha · Medi Harris (1:00.28) · Adam Peaty (59.42) · Matthew Richards (52.87) · Anna Hopkin (52.52) · James Wilby[c] · Duncan Scott[c]                                        | 3:45.09 |

c  Nadadores que participaram das eliminatórias e só receberam medalhas.

## Quadro de medalhas
| Ordem | País                          | Ouro | Prata | Bronze |     |
| 1     | Estados Unidos                | 8    | 6     | 6      | 20  |
| 2     | China                         | 7    | 3     | 1      | 11  |
| 3     | Austrália                     | 3    | 9     | 4      | 16  |
| 4     | Países Baixos                 | 3    | 3     |        | 6   |
| 5     | Itália                        | 2    | 5     | 5      | 12  |
| 6     | Grã-Bretanha                  | 2    | 2     | 3      | 7   |
| 7     | Nova Zelândia                 | 2    | 1     | 1      | 4   |
|       | Suécia                        | 2    | 1     | 1      | 4   |
| 9     | Coreia do Sul                 | 2    | 1     |        | 3   |
| 10    | Irlanda                       | 2    |       |        | 2   |
|       | Portugal                      | 2    |       |        | 2   |
| 12    | Alemanha                      | 1    | 2     | 3      | 6   |
| 13    | Canadá                        | 1    | 1     | 5      | 7   |
| 14    | Hong Kong                     | 1    | 1     | 1      | 3   |
| 15    | Lituânia                      | 1    | 1     |        | 2   |
|       | Espanha                       | 1    | 1     |        | 2   |
| 17    | Japão                         | 1    |       | 1      | 2   |
| 18    | Ucrânia                       | 1    |       |        | 1   |
| 19    | Áustria                       |      | 1     | 1      | 2   |
|       | França                        |      | 1     | 1      | 2   |
| 21    | Dinamarca                     |      | 1     |        | 1   |
|       | Israel                        |      | 1     |        | 1   |
|       | Suíça                         |      | 1     |        | 1   |
| 24    | Polónia                       |      |       | 3      | 3   |
| 25    | Bósnia e Herzegovina          |      |       | 1      | 1   |
|       | Egito                         |      |       | 1      | 1   |
|       | Grécia                        |      | 1     | 1      | 1   |
|       | Hungria                       |      |       | 1      | 1   |
|       | Atletas Independentes Neutros |      |       | 1      | 1   |
|       | África do Sul                 |      |       | 1      | 1   |
| Total | Total                         | 42   | 42    | 42     | 126 |

Legenda
| Recorde mundial       | Recorde mundial (World record)               |                       | Recorde africano                      | Recorde africano (African) |                                           | Q | Classificado por posição (Qualified) |
| Recorde do campeonato | Recorde do campeonato (Championship record)  | Recorde da América    | Recorde da América (Americas)         | q                          | Classificado por melhor tempo (Qualified) |   |                                      |
| Melhor marca do ano   | Melhor marca do ano (World leading)          | Recorde asiático      | Recorde asiático (Asian)              | DNS                        | Não largou (Did not start)                |   |                                      |
| Recorde nacional      | Recorde nacional (National record)           | Recorde europeu       | Recorde europeu (European)            | DNF                        | Não terminou (Did not finish)             |   |                                      |
| Recorde pessoal       | Recorde pessoal do atleta (Personal best)    | Recorde da Oceania    | Recorde da Oceania (Oceania)          | DSQ / DQ                   | Desclassificado (Disqualified)            |   |                                      |
| Recorde da temporada  | Recorde da temporada do atleta (Season best) | Recorde sul-americano | Recorde sul-americano (South America) | NM                         | Sem marca (No mark)                       |   |                                      |